# 蒂爾克奧盧
蒂爾克奧盧是土耳其的城鎮，由卡赫拉曼馬拉什省負責管轄，位於該國南部，距離首府卡赫拉曼馬拉什26公里，海拔高度490米，主要經濟活動有工業和農業，2008年人口13,933。

## 外部連結
- District governor's official website （页面存档备份，存于） （土耳其文）

37°23′29″N 36°51′08″E / 37.3914°N 36.8522°E